# Bourg-Fidèle
Bourg-Fidèle è un comune francese di 837 abitanti situato nel dipartimento delle Ardenne nella regione del Grand Est.

## Società

### Evoluzione demografica
Abitanti censiti